# Pillarguri

Sels kommunvapen från 1985, med Pillarguri som motiv.

Pillarguri, född okänt år, död efter 1612, var en legendarisk norsk hjältinna. Hon är berömd för att under Slaget vid Kringen under Kalmarkriget 1612 ha varnat den norska bondehären om den skotska legoarméns passage genom dalgången på väg till Sverige. 
Pillarguri står staty i Otta. En minnessten restes över henne till minne av trehundraårsdagen av slaget 1912. Hon finns också avbildad på kommunvapnet till Sel kommun. På 1800-talet bytte man namn på berget Selsjordkampen där hon skall ha stått till Pillerguritoppen efter henne.
I början av 1800-talet nedtecknade prosten Krag sägner från trakterna kring Vågå och Sel om bland annat slaget vid Kringen och Pillarguri. Ivar Aasen anger emellertid redan i sin dagbok år 1845: "Dog synes Sagnene derom allerede at være dunkle og forskjelligt lydene".